# Superfuzz Bigmuff Plus Early Singles
Superfuzz Bigmuff Plus Early Singles è una compilation del gruppo musicale grunge statunitense Mudhoney.

## Il disco
Contiene l'intero primo EP (Superfuzz Bigmuff), 2 singoli e i brani dei due split con Sonic Youth e The Dicks. È stato pubblicato dalla Sub Pop nell'ottobre del 1990. Per, poi, essere ristampato nel 2008 con l'aggiunta di qualche altra traccia e di un disco contenente due performance dal vivo.
- "Touch Me I'm Sick" è il primo singolo pubblicato dai Mudhoney e uno dei primi commercializzati dalla Sub Pop;la B-Side è "Sweet Young Thing Ain't Sweet No More".
- "You Got It (Keep It Outta My Face)" è stato pubblicato come singolo nel 1989;la B-Side è "Burn It Clean".
- "Hate The Police" è una cover dei The Dicks.
- "Halloween" è una cover dei Sonic Youth originariamente distribuito come split single dove i Sonic Youth reinterpretano "Touch Me I'm Sick".
- Le restanti 6 tracce fanno parte dell'EP Superfuzz Bigmuff.

## Tracce
Tutte le tracce sono state scritte dai Mudhoney eccetto dove specificato.
1. "Touch Me I'm Sick" – 2:35
2. "Sweet Young Thing (Ain't Sweet No More)" – 3:46
3. "Hate the Police" (The Dicks) – 2:08
4. "Burn It Clean" – 3:00
5. "You Got It (Keep It Outta My Face)" – 2:53
6. "Halloween" (Sonic Youth) – 6:12
7. "No One Has" – 3:26
8. "If I Think" – 3:37
9. "In 'N' Out of Grace" – 5:28
10. "Need" – 3:00
11. "Chain That Door" – 1:51
12. "Mudride" – 5:43

## Formazione
- Mark Arm - voce, chitarra
- Matt Lukin - basso
- Dan Peters - batteria
- Steve Turner - chitarra